# داستان جنایت (فیلم ۱۹۹۳)
داستان جنایت (به انگلیسی: Crime Story) یک فیلم اکشن، جنایی و دلهره‌آور محصول سال ۱۹۹۳ سینمای هنگ کنگ به کارگردانی کرک وانگ با بازی جکی چان، کنت چنگ، لا کار-یینگ است.
برخلاف اکثر فیلم‌های جکی چان که ترکیبی از کمدی اکشن را به نمایش می‌گذارند، «داستان جنایت» عمدتاً یک فیلم جدی است. این فیلم بر اساس وقایع واقعی پیرامون آدم‌ربایی تاجر چینی تدی وانگ در سال ۱۹۹۰ ساخته شده است.

## ساخت
طبق کتاب «من جکی چان هستم: زندگی من در عمل» نوشته جکی چان، پاهای چان پس از گیر افتادن بین دو ماشین هنگام فیلمبرداری صحنه اکشن آغازین، له شدند.
این فیلم در هنگ کنگ و تایوان و در ۴۲ روز از ۹ ژوئیه تا ۲۰ اوت ۱۹۹۲ فیلمبرداری شده است. صحنه اوج فیلم که در آن یک ساختمان در اثر انفجار ویران می‌شود، در شهر متروکه کاولون فیلمبرداری شد که قرار بود کمی پس از آن تخریب شود.
در ابتدا قرار بود جت لی نقش بازرس ادی چان را بازی کند. در نهایت، جکی چان به نقش بازرس ادی چان علاقه‌مند شد و این نقش را به دست آورد.

## بازخوردها
- این فیلم بر اساس ۱۵ نقد، امتیاز ۹۴٪ را در سایت راتن تومیتوز کسب کرده است؛ میانگین امتیاز فیلم ۶٫۶ از ۱۰ می‌باشد.
- کوین توماس از لس آنجلس تایمز، ضمن ستایش از بازی دراماتیک چان، این فیلم را «سریع‌ترین و خشمگین‌ترین فیلم اکشن» نامید.

## گیشه
این فیلم در گیشه هنگ کنگ، ۲۷٬۴۳۹٬۳۳۱ دلار هنگ کنگ (۳٬۵۴۷٬۱۵۷ دلار آمریکا) فروش داشت. در تایوان، ۲۴٬۸۵۱٬۴۸۰ دلار تایوان (۹۴۱٬۹۹۴ دلار آمریکا) فروش داشت. در ژاپن، ۳۴۵ میلیون ین (۳٬۱۰۳٬۰۰۰ دلار آمریکا) در گیشه فروش داشت. در کره جنوبی، ۱٬۵۳۰٬۰۰۰ دلار آمریکا فروش داشت. در ایالات متحده، این فیلم ۱۹۴٬۷۲۰ دلار آمریکا فروش داشت. این مبلغ در مجموع ۹٬۳۱۶٬۸۷۱ دلار آمریکا (معادل ۲۰ میلیون دلار آمریکا در سال ۲۰۲۴) در آسیا فروش داشته است.